# Variables hidrometeorológicas
Cada una de las variables hidrometeorológicas que intervienen en el ciclo hidrológico tiene múltiples aspectos que deben ser analizados cuidadosamente para interpretar correctamente su influencia.
Las variables hidrometeorológicas están todas relacionadas entre sí, las principales son:
- Caudal: volumen de agua que sale de una cuenca determinada por unidad de tiempo.
  - Generalmente se mide en m³/s;
  - Está directamente influido por:
    - La precipitación sobre la cuenca;
    - Las características geológicas, edafológicas y topográficas de la cuenca;
    - La cobertura vegetal;
- Evaporación: volumen de agua que se dispersa en la atmósfera, desde una superficie líquida, como el mar, un lago, un río, o desde un suelo sin vegetación.
  - Generalmente se expresa en mm por unidad de superficie, por unidad de tiempo;
  - Está directamente influido por:
    - El viento;
    - La temperatura del agua y del aire;
    - La humedad del aire.

  - Desde una superficie líquida, sin la influencia del viento, en zonas tropicales la evaporación es del orden de 2 mm/día.
- Evapotranspiración: volumen de agua que se dispersa en la atmósfera, desde el suelo con vegetación.
  - Generalmente se expresa en mm por unidad de superficie, por unidad de tiempo.
  - Está directamente influida por:
    - El tipo de cobertura vegetal;
    - La disponibilidad de humedad (agua libre) en el suelo;
    - La profundidad del manto freático;
    - La radiación solar;
    - La temperatura.
- Humedad del aire.
  - Generalmente se expresa en %;
  - Está directamente influida por:
    - La temperatura;
    - La radiación solar;
    - El viento;
    - La disponibilidad de humedad en el suelo;
    - El tipo de vegetación;
    - La proximidad o no de grandes superficies líquidas como el mar o lagos.
- Interceptación
  - Generalmente se expresa en mm por unidad de superficie, por unidad de tiempo.
  - Está directamente influida por:
    - El tipo de vegetación.
- Neblina
- Nubes
- Precipitación
  - Generalmente se expresa en mm;
  - Está directamente influida por:
    - Los vientos;
    - La topografía del área;
    - Presión atmosférica;
    - Presencia de frentes;
    - Temperatura;
- Presión atmosférica
- Radiación solar
- Temperatura
- Transpiración
- Viento
  - Generalmente se expresa en km/h;
  - Está directamente influido por:
    - Presencia de frentes;

- Datos: Q6159685